# Република Македонија на Европском првенству у атлетици на отвореном 2010.
Македонија је учествовала на Европском првенству 2010. одржаном у Барселони, Шпанија, од 27. јула до 1. августа. Ово је било четврто европско првенство у атлетици на отвореном од кад је Македонија стекла своју независност. Репрезентацију Македоније представљала су двоје спортиста (1 мушкараца и 1 жена), који су се такмичили у две дисцилине.
Представници Македоније нису освојили неку медаљу, нити су оборили неки рекорд.

## Учесници
| Дисциплина | Мушкарци     | Жене         | Укупно |
| ---------- | ------------ | ------------ | ------ |
| 100 м      |              | Ивана Рожман | 1      |
| Троскок    | Реџеп Селман |              | 1      |
| Укупно     | 1            | 1            | 2      |

## Резултати

### Мушкарци
| Атлетичар    | Дисциплина | Лични рекорд | Квалификације | Квалификације | Финале           | Финале           | Финале           | Детаљи                                |
| Атлетичар    | Дисциплина | Лични рекорд | Резултат      | Место         | Резултат         | Заостатак        | Место            | Детаљи                                |
| ------------ | ---------- | ------------ | ------------- | ------------- | ---------------- | ---------------- | ---------------- | ------------------------------------- |
| Реџеп Селман | Троскок    | 15,29        | 15,39 ЛР      | 27/28         | Није се пласирао | Није се пласирао | Није се пласирао | Архивирано на веб-сајту (6. јун 2012) |

### Жене
| Атлетичар    | Дисциплина | Лични рекорд | Група    | Група | Полуфинале        | Полуфинале        | Финале            | Финале            | Финале            | Детаљи                                |
| Атлетичар    | Дисциплина | Лични рекорд | Резултат | Место | Резултат          | Место             | Резултат          | Заостатак         | Место             | Детаљи                                |
| ------------ | ---------- | ------------ | -------- | ----- | ----------------- | ----------------- | ----------------- | ----------------- | ----------------- | ------------------------------------- |
| Ивана Рожман | 100 м      | 12,07        | 12,90    | 31/32 | Није се пласирала | Није се пласирала | Није се пласирала | Није се пласирала | Није се пласирала | Архивирано на веб-сајту (6. јун 2012) |